# Chirurgie hlavy a krku
Chirurgie hlavy a krku je souhrnný lékařský termín, vyplývající z anatomické lokalizace místa, na kterém daný lékařský obor provádí svou léčbu.
Majoritními odbornostmi zabývajícími se v užším slova smyslu chirurgií hlavy a krku jsou:
- Maxilofaciální chirurgie a orální a maxilofaciální chirurgie
- Otorinolaryngologie a chirurgie hlavy a krku

V širším slova smyslu na hlavě a krku provádí chirugické výkony též:
- Neurochirurgie
- Oftalmologie
- Plastická chirurgie
- Spondylochirurgie
- Obecná chirurgie
- Cévní chirurgie
- Stomatologie